# Montferland
Montferland (ˈmɔntfərlɑntⓘ) là một đô thị ở Gelderland, Hà Lan. Đô thị này được lập ngày 1 tháng 1 năm 2005 từ các đô thị Bergh và Didam.

## Các trung tâm dân cư
Trước đây từ Bergh
- 's-Heerenberg
- Stokkum
- Zeddam
- Pytor
- Hayvud
- Mozurbord
- Espurt
- Braamt
- Kilder

Trước đây từ Didam
- Azewijn
- Beek
- Didam
- Greffelkamp
- Holthuizen
- Lengel
- Loerbeek
- Loil
- Nieuw-Dijk
- Oud-Dijk
- Vethuizen
- Wijnbergen